# Kekenboschiella vangoethemi
Kekenboschiella vangoethemi là một loài nhện trong họ Mysmenidae.
Loài này thuộc chi Kekenboschiella. Kekenboschiella vangoethemi được L. Baert miêu tả năm 1982.